# Rourea erythrocalyx
Rourea erythrocalyx är en tvåhjärtbladig växtart som först beskrevs av Ernest Friedrich Gilg och Schellenb., och fick sitt nu gällande namn av C.C.H. Jongkind. Rourea erythrocalyx ingår i släktet Rourea och familjen Connaraceae. Inga underarter finns listade i Catalogue of Life.